# Château de Moissac-Bellevue
Le château de Moissac est situé sur la commune française de Moissac-Bellevue, dans le département du Var en région Provence-Alpes-Côte d’Azur.
Construit à 600 m d'altitude, il offre une vue exceptionnelle sur l'Estérel, la Sainte-Baume et le massif des Maures.

## Histoire
L'occupation du terroir est attestée dès l'époque pré-romaine. Le camp d'Olivier conserve les vestiges d'un oppidum celto-ligure. La colonisation romaine a laissé des traces d'une implantation importante et de l'exploitation des riches terres des plaines environnantes (meules à main).
La situation exceptionnelle du village à flanc de colline en fait au XIe siècle une place forte idéale aux mains des Castellane, premiers seigneurs du lieu. Par son mariage avec Laure de Castellane, Blacas de Blacas d'Aups  devient au XIIe siècle seigneur de Moissac. Une commanderie s'installe à Moissac, dépendante de la commanderie de Saint-Maurice.
La seigneurie appartient par la suite aux Lenche (Linche) de Marseille,, aux Grimaldi-Régusse, aux d'Hesmivi puis aux Coriolis qui la possédèrent jusqu'à la Révolution. C'est dans le château que Jean Louis Hyacinthe d'Hesmivy, seigneur de Moissac et conseiller au Parlement de Provence, composa une partie de son Histoire du Parlement dont le manuscrit est conservé à la bibliothèque Méjanes d'Aix-en-Provence.
Le château de Moissac, lieu de villégiature de nobles familles provençales fin XVIe siècle / début XVIIe siècle, et son pigeonnier (tous deux privés) ont appartenu à différentes familles : Louis, Jean Louis Hyacinthe et Jean Louis Honoré d’Hesmivy,,, puis Antoine Emerigon riche négociant de Marseille qui fut nommé contrôleur à la chancellerie près de la cour de Provence de Louis XVI.
Laissé à l’abandon, les héritiers des propriétaires du château le revendirent aux actuels propriétaires, qui ont procédé à partir de 1992 à son sauvetage et à une réutilisation respectueuse de l'architecture. Ils ont également veillé à la préservation de l'environnement du site en intervenant sur les espaces agricoles dès qu'ils ont pris possession du château et des terres et dépendances.

## Description

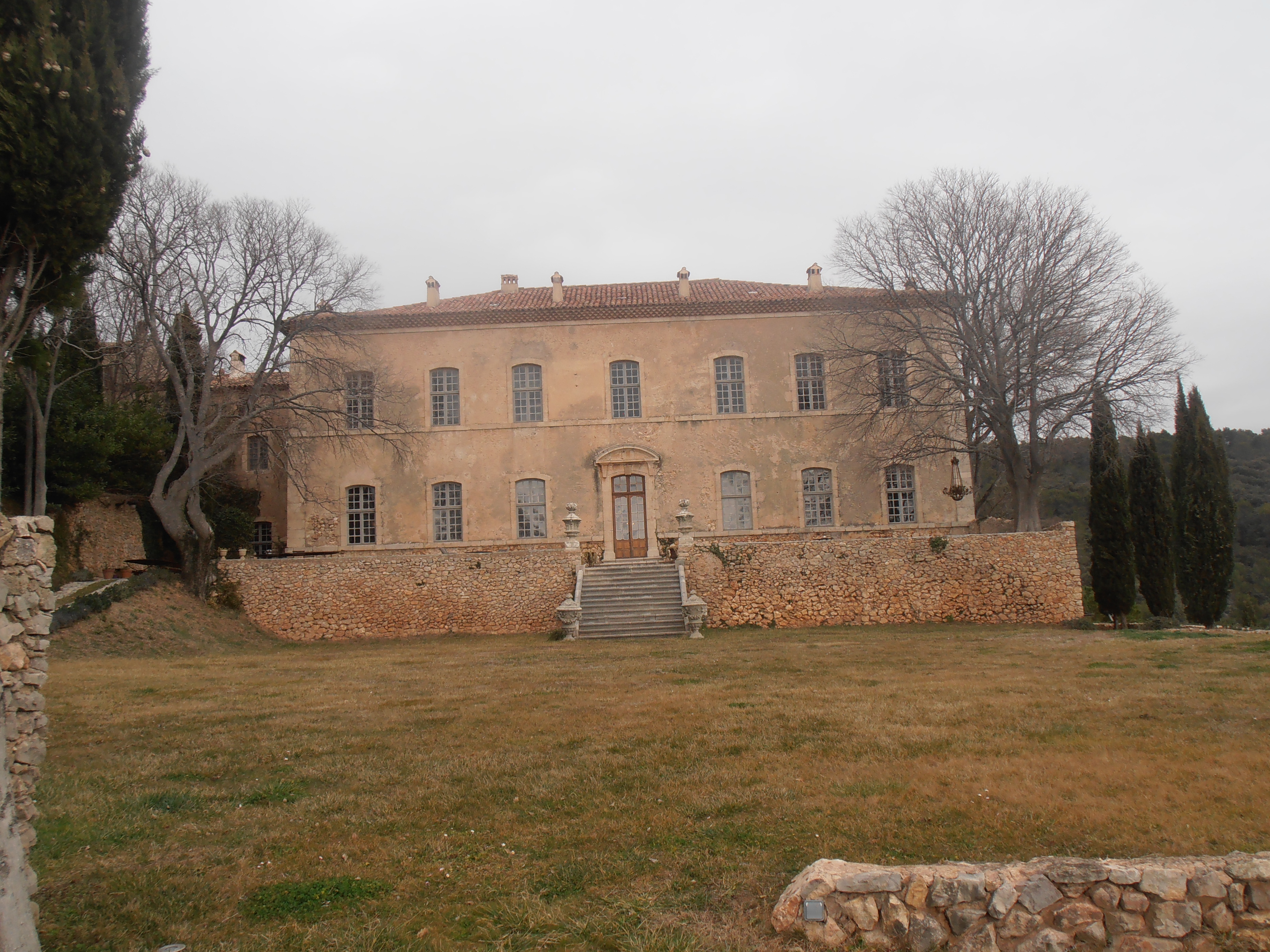
Façade sur le parc du château.
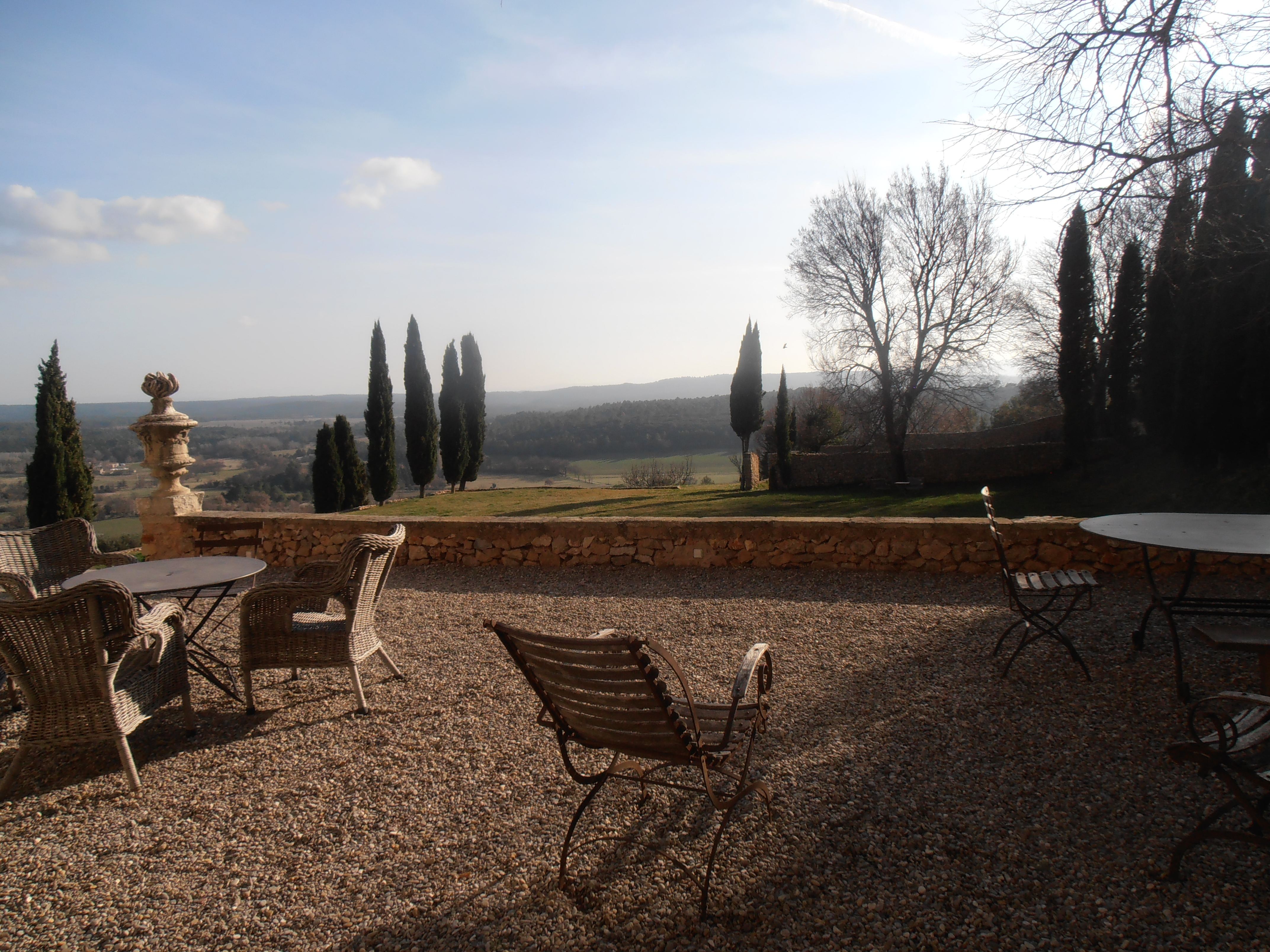
Le paysage et le parc du château.
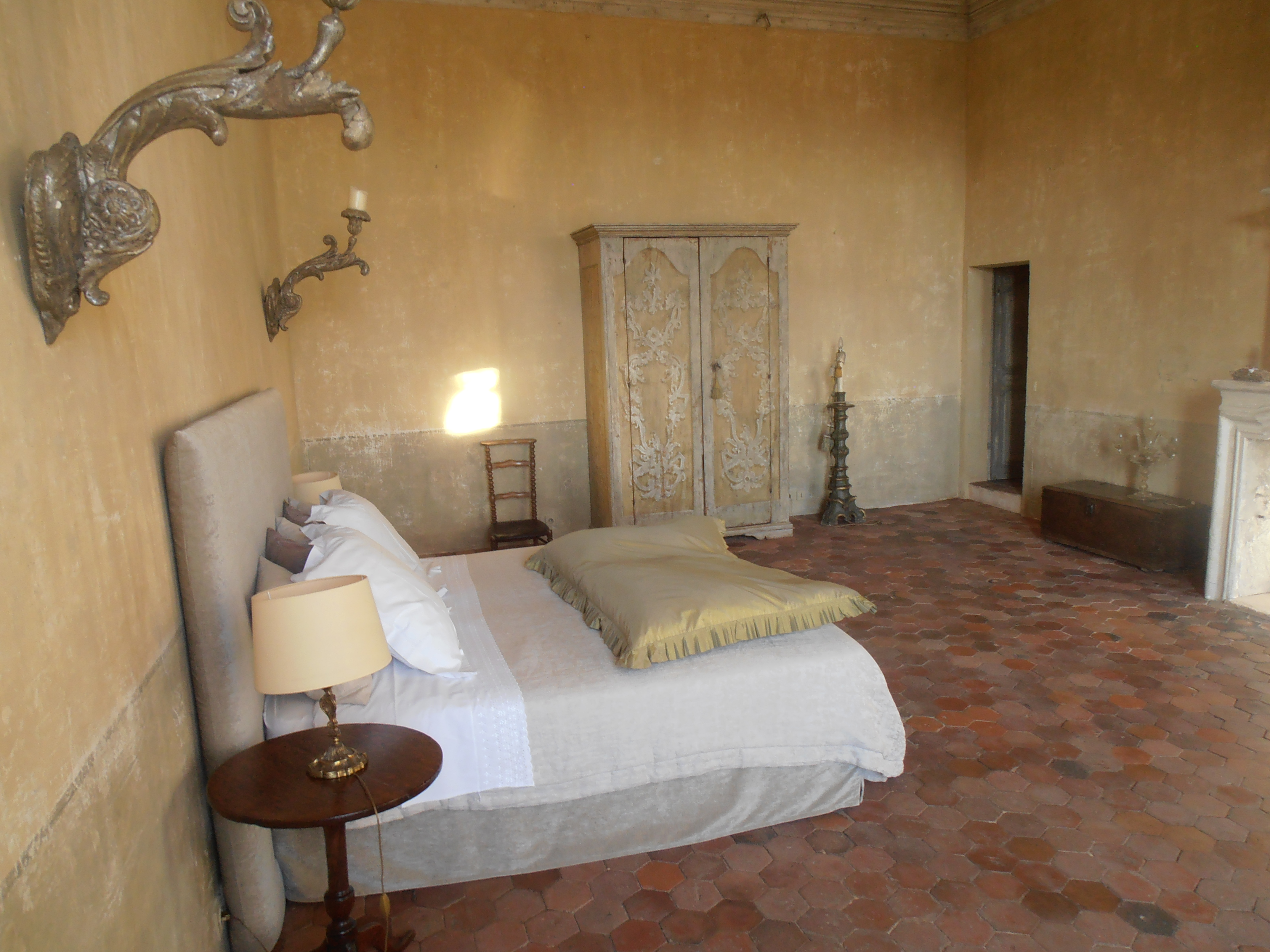
Une chambre.
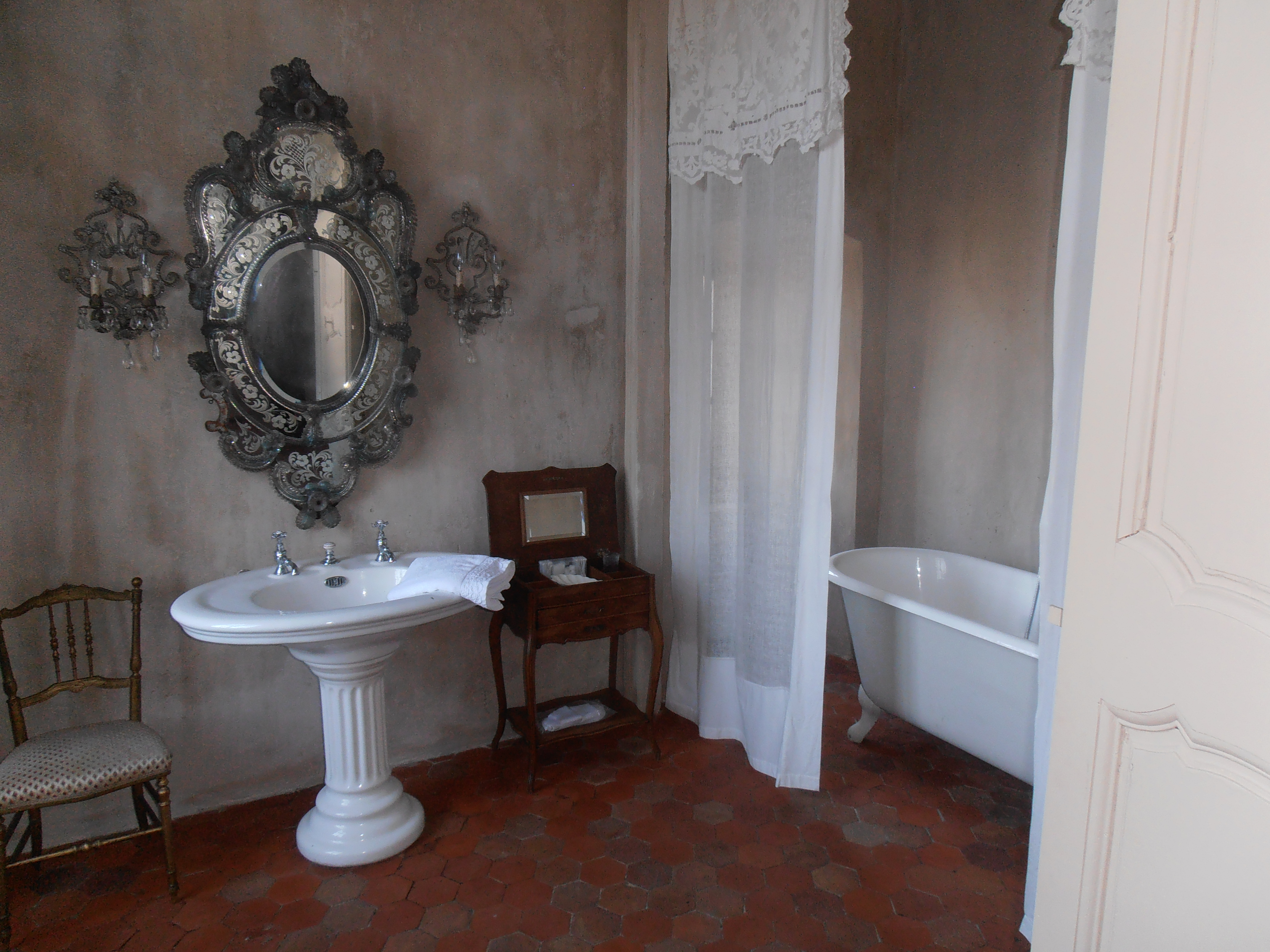
Salle de bains.

C'est une grande bâtisse provençale avec un toit à quatre pans couvert en tuiles creuses, remarquable avec son entrée monumentale, son décor intérieur restitué et ses vastes salons et salles à manger ouvrant sur les jardins, terrasses et bassins,,, un belvédère sur la plaine agricole d’Aups.
Le château accueille photographes et stylistes réalisant des prises de vues pour la mode, la décoration d'intérieur, le lancement de produits et de collections...

### Les travaux de conservation-restauration-réutilisation

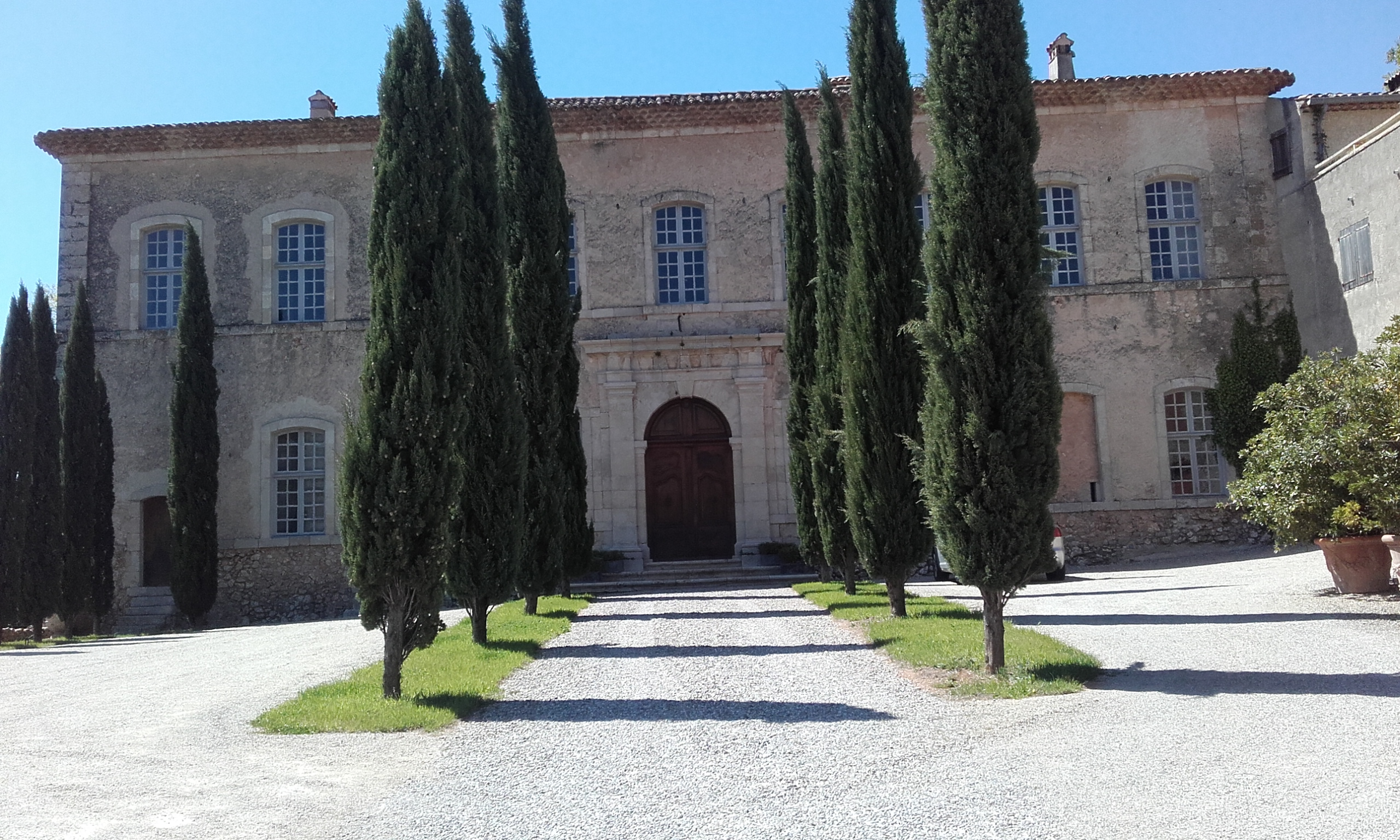
Façade entrée du château (propriété privée).

Durant près de dix ans, le propriétaire actuel a procédé à la restauration du château et de son parc, en veillant à prendre en compte les doctrines et techniques de conservation - restauration avec toutes les exigences que requiert ce type de construction.
Le programme des travaux avait comme condition essentielle une réutilisation sauvegardant l'authenticité de l'architecture, les concessions à la modernité n'étant en aucun cas visibles (gaines électriques...). Les intérieurs ont restitué l'ambiance italienne et toscane voulue par les maîtres de céans.
La qualité de cette restauration a d'ailleurs, comme en témoigne le panonceau apposé sur la façade d'entrée principale, été récompensée en juin 2008 par le Label VMF – Patrimoine « Prix des Vieilles Maisons Françaises » parrainé par Émile Garcin, Vieilles maisons françaises, attribué au château (le second dans le département, après le Moulin Blanc et son parc de la famille Saporta, à Saint-Zacharie).
Grâce au sauvetage et sa magnifique rénovation, le château de Moissac, accueille aujourd'hui photographes et stylistes pour des prises de vues publicitaires, la mode, la décoration d’intérieur, le lancement de produits et de collections, Shooting de catalogues, workshops...
Le château est également utilisé pour des réceptions privées et mariages exclusifs, pour des séminaires et événements professionnels.

### L'ancien pigeonnier seigneurial

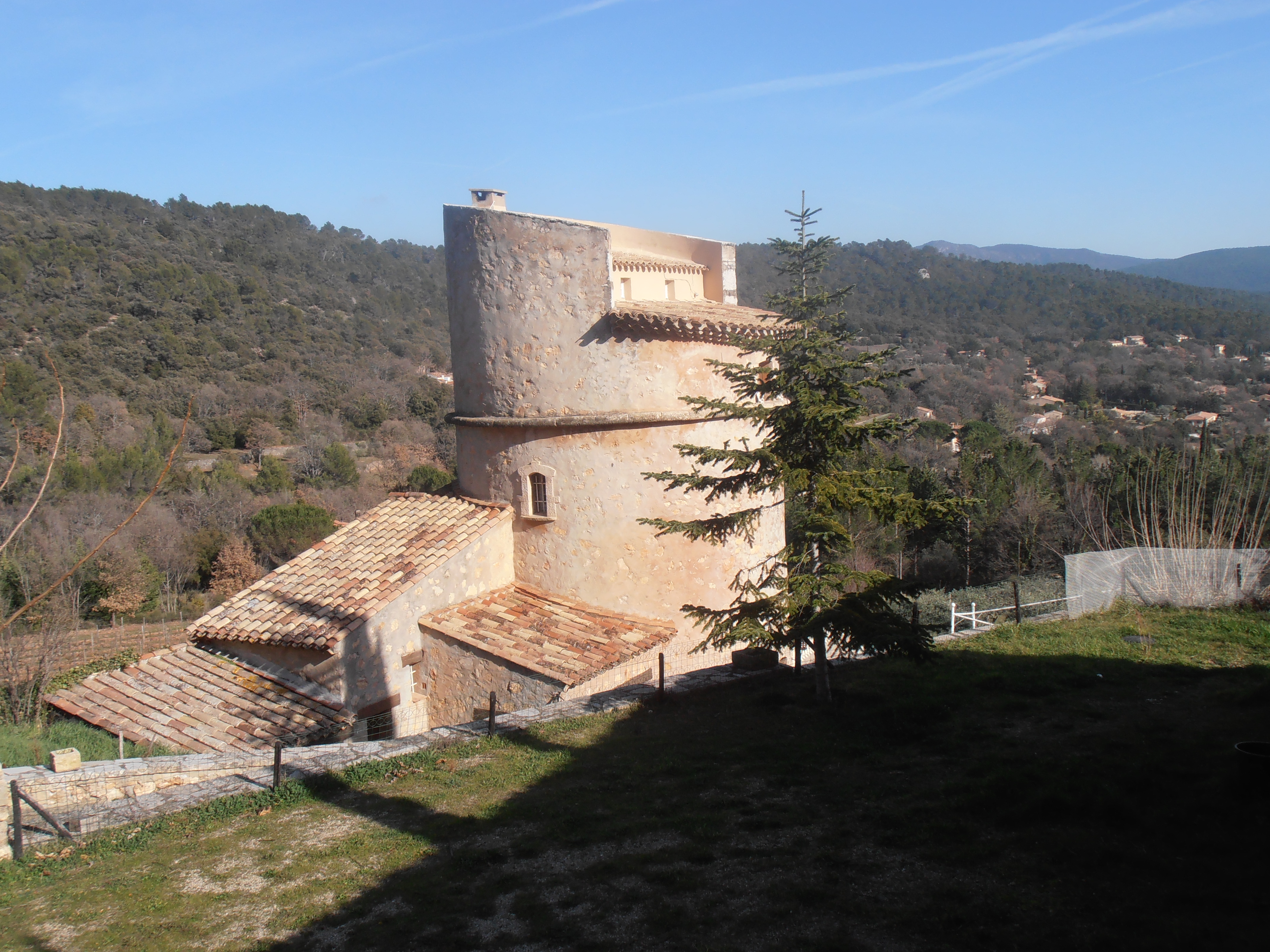
Ancien pigeonnier seigneurial (propriété privée).

L'ancien pigeonnier seigneurial, avec sa toiture à un pan avec pignons débordants pour assurer la protection vis-à-vis du vent est un édifice séparé en deux niveaux par un plancher dont les points d’ancrage sont visibles à l’extérieur.
Disposant de petites fenêtres encadrées par des pierres de taille calcaires avec leurs plages d’envol, il a bénéficié, lui aussi, d'une belle restauration par ses propriétaires privés.
C'est un élément de patrimoine identifié au sens de l’article R. 151-41 au plan local d'urbanisme.

### Un château conservé dans son écran architectural, agricole et paysager de qualité

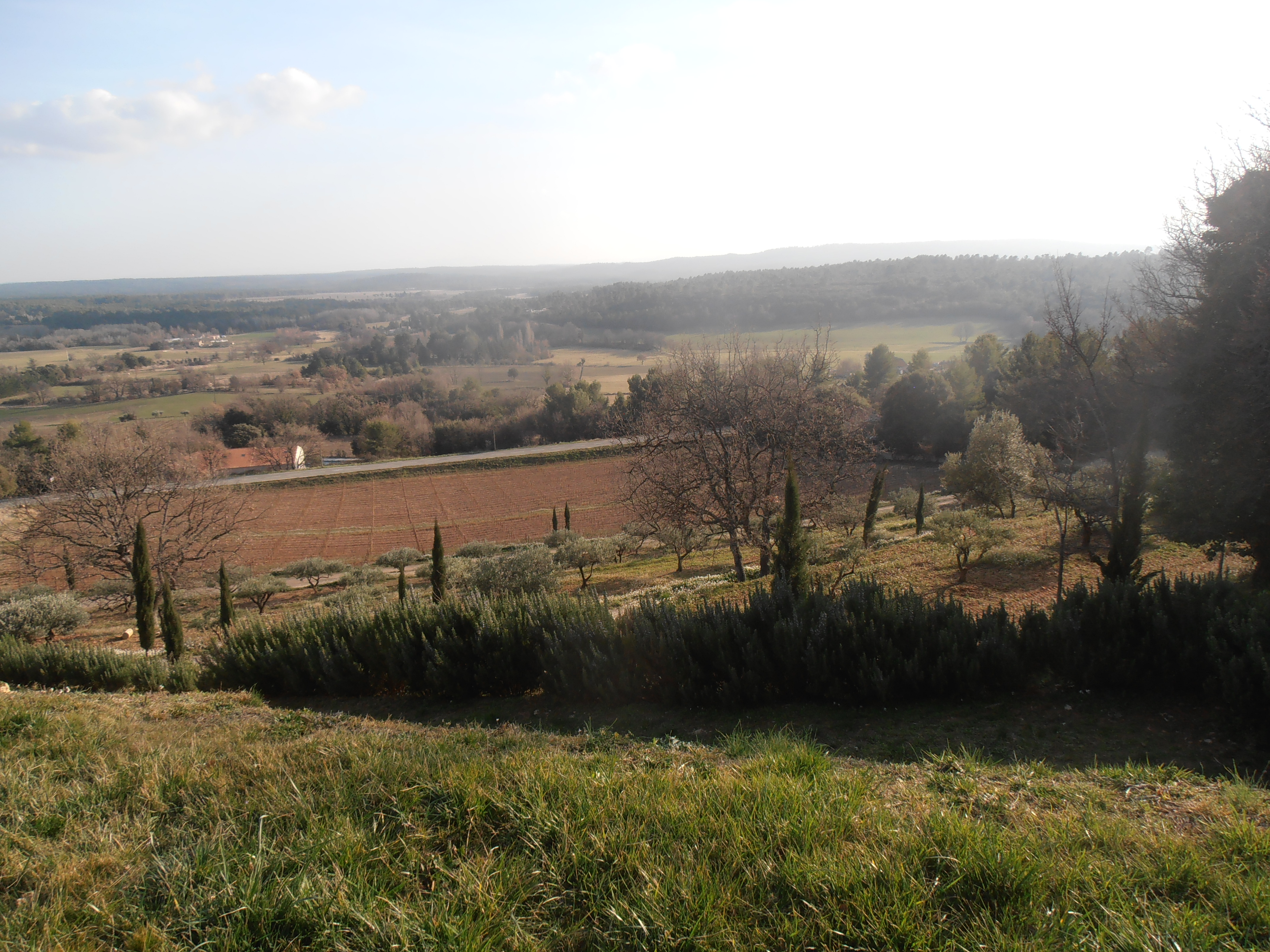
Un environnement agricole préservé.

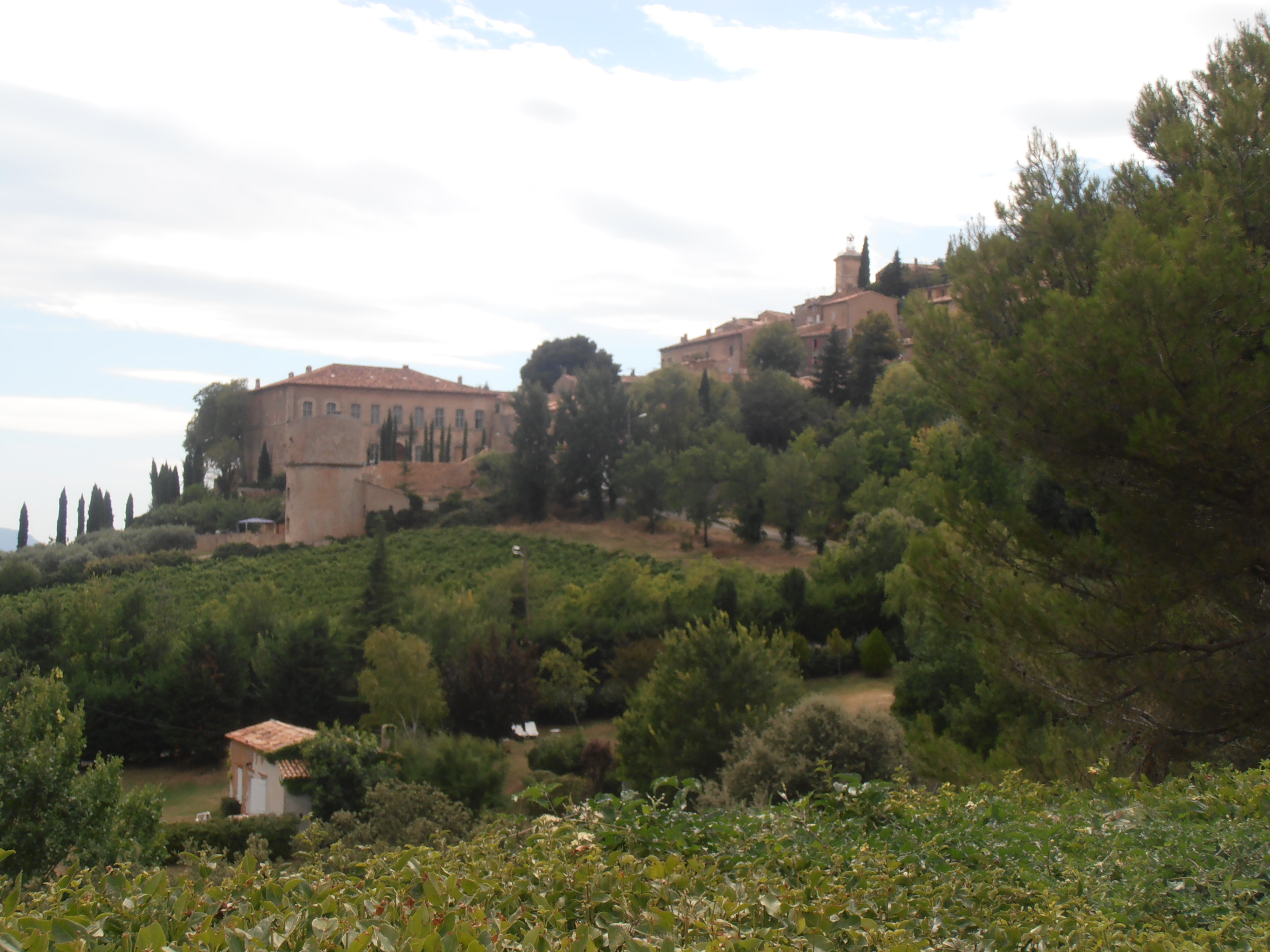
Le château et le village dans leur environnement.

La commune a élaboré avec beaucoup de soin un plan local d'urbanisme (PLU) très attentif à l'identification et la valorisation de ses éléments architecturaux et urbains d’intérêt patrimonial (Extraits du PADD) : 
- Protéger la silhouette du village et ses caractéristiques paysagères :
  - Identifier et valoriser des éléments architecturaux et urbains d’intérêt patrimonial,
  - Protéger les paysages ruraux et agricoles de Moissac-Bellevue,
  - Protéger le fonctionnement écologique du territoire.
- Assurer un développement durable pour les générations futures :
  - Le projet agricole,
  - Le projet d’économie locale et durable,
  - Un projet urbain et paysager.
- Protéger la silhouette du village et ses caractéristiques paysagères :
  - Identifier le noyau villageois « historique » et lui appliquer des préconisations architecturales destinées à protéger la silhouette villageoise, les toitures et l’aspect extérieur des constructions (façades, menuiseries, ouvertures, coloris),
  - Encourager la restauration des bâtiments de caractère selon les principes architecturaux en accord avec l’identité originelle du bâti,
  - Conserver la « trame verte » de la crête boisée de Château Fondu[25] qui coiffe la silhouette villageoise. Cette trame verte participe à la qualité paysagère du site,
  - Conserver et entretenir la « façade bâtie » au pied du village et sa trame végétale associée,
  - Conserver les jardins et les terrasses agricoles sous le village : limiter la progression de la friche et interdire toute urbanisation.